# Bachus (obraz Caravaggia)
Bachus – obraz stworzony w 1596 roku przez włoskiego artystę barokowego Caravaggia. Jest to jeden z jego wcześniejszych obrazów.

## Kompozycja
Caravaggio trenując u manierysty d’Arpina, wprawił się w ornamentacyjnych ujęciach kwiatów i owoców. Obraz skomponowany został tak, by oddać nastrój panującego przesytu, który powoduje rozkoszne upojenie.

## Przedstawienie
Młodzieniec o hermafrodytycznych rysach ukazany tu został w półpostaci. Otoczony owocami, stanowi jakby jeden z elementów „martwej natury” – ulubionej formy wyrazu początkowego okresu rozwoju malarza. Bachus wydaje się lekko odurzony, lecz ani wina, ani pozostałych dóbr na pewno mu nie zabraknie. Jego mięśnie napięte są na tyle, na ile potrzebował malarz, by oddać męskość jego budowy. Z kolei twarz, z lekko przymkniętymi powiekami zdradza objawy zniewieścienia. Zimne szarości, stanowiące przeciwwagę dla kompozycyjnego przepychu, pozwalają pogodzić ostrą realność przedstawionych elementów z baśniowym nastrojem całości.

## Nawiązania
Obraz stał się inspiracją piosenki Jacka Kaczmarskiego Młody Bachus.